# Nebrioporus croceus
Nebrioporus croceus är en skalbaggsart som beskrevs av Angus, Fresneda och Hans Fery 1993. Nebrioporus croceus ingår i släktet Nebrioporus och familjen dykare. Inga underarter finns listade i Catalogue of Life.